# قائمة وزراء المالية في الإمبراطورية الروسية
- الكونت ألكسي فاسيلييف 8 سبتمبر 1802—15 أغسطس 1807
- فيودور غولبتسوف 26 أغسطس 1807—1 يناير 1810
- الكونت ديمتري غورييف 1 يناير 1810—22 أبريل 1823
- الكونت إغور كانكرين 22 أبريل 1823—1 مايو 1844
- فيودور فرونشينكو 1 مايو 1844—6 أبريل 1852
- بيوتر بروك 9 أبريل 1852—23 مارس 1858
- ألكسندر كنايزيفتتش 23 مارس 1858—23 يناير 1862
- ميخائيل ريترن 23 يناير 1862—7 يوليو 1878
- سأمويل غريغ 7 يوليو 1878—27 أكتوبر 1880
- ألكسندر أباظة 27 أكتوبر 1880—6 مايو 1881
- نيكولاي بانج 6 مايو 1881—31 ديسمبر 1886
- إيفان فيشنيغرادسكي 1 يناير 1887—30 أغسطس 1892
- الكونت سيرغي ويت 30 أغسطس 1892—16 أغسطس 1903
- ادوارد بليسك 16 أغسطس 1903—4 فبراير 1904
- الكونتفلاديمير كوكفتسوف 5 فبراير 1904—24 أكتوبر 1905
- إيفان شيبوف 28 أكتوبر 1905—24 أبريل 1906
- الكونت فلاديمير كوكوفتسوف 26 أبريل 1906—30 يناير 1914
- بيوتر بارك 30 يناير 1914—28 فبراير 1917

## وصلات خارجية
- (بالروسية) وزراء روسيا الإمبريالية